# ابنر بیبرمن
ابنر بیبرمن (انگلیسی: Abner Biberman; زاده ۱ آوریل ۱۹۰۹ – درگذشته ۲۰ ژوئن ۱۹۷۷) یک هنرپیشه، فیلم‌نامه‌نویس، و پدیدآور اهل ایالات متحده آمریکا بود.

## گزیده فیلمشناسی
از فیلم‌ها یا برنامه‌های تلویزیونی که وی در آن نقش داشته‌است می‌توان به آثار زیر اشاره کرد.

### هنرپیشه
- فصل باران آمد (۱۹۳۹)
- دهه پرشور بیست (۱۹۳۹)
- یه مرد لاغر دیگه (۱۹۳۹)
- بالالایکا (۱۹۳۹)
- منشی همه‌کاره او (۱۹۴۰)
- زن سنگاپور (۱۹۴۱)
- راه مراکش (۱۹۴۲)
- کلیدهای پادشاهی (فیلم) (۱۹۴۴)
- وینچستر ۷۳ (۱۹۵۰)
- زنده‌باد زاپاتا! (۱۹۵۲)

### کارگردان
- دشمنان نزدیک (۱۹۵۷)
- ماوریک (مجموعه تلویزیونی) (۱۹۵۷)
- بن کیسی (۱۹۶۱)
- دود اسلحه (۱۹۶۵)
- هاوایی فایو-او (۱۹۶۹–۱۹۷۰)